# Granitovo, Iambol
Granitovo (în bulgară Гранитово) este un sat în partea de sud a Bulgariei. Aparține de Obștina Elhovo, Regiunea Iambol.

## Demografie
Componența etnică a satului Granitovo
     Romi (11,03%)
     Bulgari (50,41%)
     Nicio identificare (38,55%)
     Altele (0%)
La recensământul din 2011, populația satului Granitovo era de 607 locuitori. Din punct de vedere etnic, majoritatea locuitorilor (50,41%) erau bulgari, cu o minoritate de romi (11,03%). Pentru 38,55% din locuitori nu este cunoscută apartenența etnică.